# 秃鞘箭竹
秃鞘箭竹（学名：Fargesia similaris）为禾本科箭竹属下的一个种。

## 扩展阅读
- 維基物種上的相關：秃鞘箭竹